# 네덜란드-미국 관계
네덜란드와 미국 간의 외교 관계는 1776년 신트외스타티위스섬의 오란예 요새에서 최초의 예포 경례가 이루어진 시점부터 시작되어, 현재까지 서방 세계에서 가장 오래 지속된 양자 동맹 중 하나로 이어지고 있다. 오늘날 양국 관계는 미국 국무부에 의해 "탁월하다"고, 네덜란드 외교부에 의해 "긴밀하다"고 평가받고 있다. 북대서양 조약 기구(NATO)의 창립 회원국이자, 1782년 존 애덤스의 네덜란드 방문 이후 동맹 관계를 맺은 이래, 양국은 현대사에서 가장 강력한 군사적, 경제적 동맹 중 하나로 간주되고 있다.
미국과 네덜란드는 유엔, 세계무역기구(WTO), 경제협력개발기구(OECD) 등 다자간 기구뿐만 아니라 유럽연합 내에서도 협력하며, 보다 개방적이고 시장 주도적인 세계 경제 구축이라는 공동의 목표를 추진하고 있다. 군사 분야에서는 북대서양 조약의 틀 안에서 협력한다.
두 나라가 전쟁이나 심각한 갈등을 겪은 적이 없기에, 로널드 레이건 미국 대통령은 1982년 이 동맹을 "어떤 다른 국가와도 가진 적 없는 가장 오래 지속되고 끊김 없는 평화적 관계"라고 언급하였다. 2011년 버락 오바마 대통령은 "네덜란드보다 강한 동맹국은 없다"고 재확인했으며, 2018년 도널드 트럼프 대통령은 "네덜란드와의 관계는 지금까지 어느 때보다도 좋다"고 평가하였다.  최근 수십 년간 양국은 군사, 대테러, 대해적, 평화유지 임무 등에서 협력해왔다. 또한 네덜란드에서 미국으로 향하는 직접 투자 규모는 세계 3위이며, 미국에서 네덜란드로 향하는 직접 투자는 최대 규모를 자랑한다.

## 역사

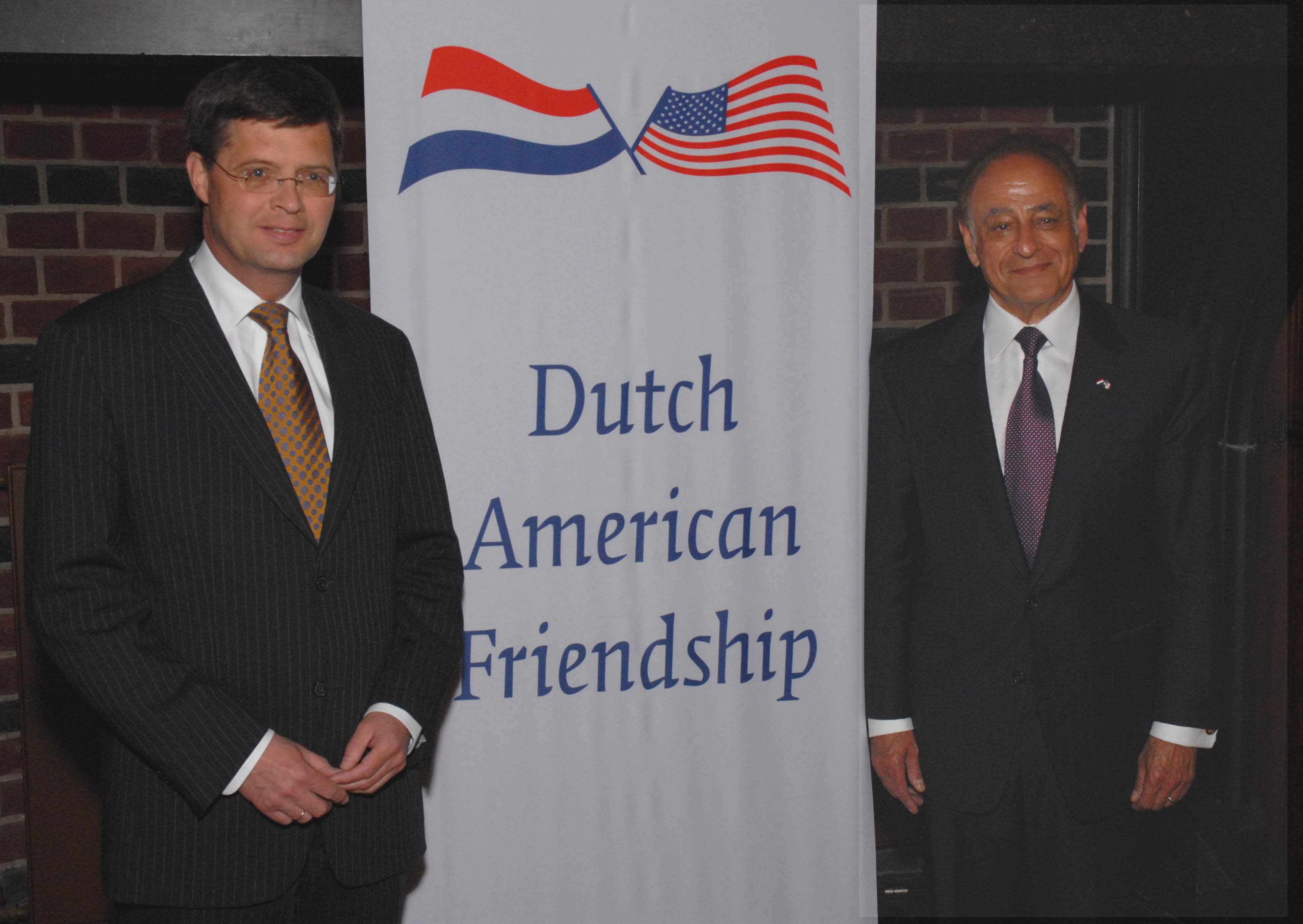
네덜란드 총리 얀 페터르 발케넨더와 미국 대사 롤런드 아널

미국과 네덜란드는 미국이 미국 독립 전쟁 후 파리 조약으로 주권 국가가 된 이래 긴밀한 동맹 관계를 유지해 왔으며, 그 이후 끊김 없는 양자 관계를 이어오고 있다.

### 16~17세기
16세기 후반부터 네덜란드인과 다른 유럽인들은 북아메리카 동해안 식민지 개척을 시작하였다. 네덜란드는 이 지역을 뉴네덜란드라고 명명하였으며, 1624년에는 네덜란드 공화국의 식민지가 되었다. 네덜란드 식민지 정착지인 니우암스테르담은 후에 뉴욕이 되었다. 현재 뉴욕의 깃발은 네덜란드 연방 공화국의 깃발을 기반으로 한다. 아브야라시 법령 이후 새로 독립한 네덜란드 공화국은 네덜란드 황금시대 동안 주요 해양 강국으로 빠르게 부상하였다. 주로 동방에 집중했음에도 불구하고, 니우암스테르담과 아메리카 내 다른 네덜란드 식민지는 네덜란드 서인도 회사에게 빠르게 중요한 거점이 되었다. 제2차 영국-네덜란드 전쟁이 브레다 조약으로 종결된 후, 네덜란드 공화국은 뉴네덜란드에 대한 권리를 더 이상 주장하지 않아 네덜란드의 공식적인 아메리카 식민지는 종료되었다.

### 18세기
18세기, 네덜란드 공화국은 해군 우위를 두고 영국 제국과 계속된 갈등에 얽혀 있었기 때문에, 미국 독립 혁명 초창기부터 13개 식민지를 지지하였다. 네덜란드 상인들은 미국 반군에게 다양한 물자를 판매하였고, 이는 13개 식민지가 대영 제국으로부터 독립하는 데 큰 도움을 주었다. 1775년 상반기에만 약 4,000톤에 달하는 화약이 네덜란드로부터 반군에게 전달되었고, 이후 몇 년 동안 더 많은 양이 추가로 공급되었다. 네덜란드 상인들은 미국 반군에게 매일 물자를 보냈으며, 공급된 것은 화약뿐만이 아니었다. 네덜란드는 머스킷총과 네덜란드제 장총을 포함한 무기들과 튤립까지도 제공하였다. 1780년, 존 애덤스는 네덜란드 공화국으로부터 200만 달러의 대출을 확보하는 데 성공했으며, 이는 미국 혁명 전쟁 자금 조달에 결정적인 역할을 했다. 일부 역사학자들은 네덜란드의 지원이 없었다면 미국 독립 전쟁의 결과는 영국의 승리로 끝났을 수도 있다고 주장한다.

### 19세기
1832년과 1838년, 각각 제1차 및 제2차 수마트라 원정 당시 네덜란드령 동인도에 속해 있던 수마트라섬에서 네덜란드 장교들은 미 해군을 지원하였다. 두 작전 모두 쿠알라바테 추장국을 상대로 한 징벌 원정이었으며, 이는 미 상선 선원들이 현지 말레이인들에 의해 학살된 데 대한 보복이었다.
1861년부터 1863년까지 링컨 행정부는 미국을 떠나기를 원하는 해방 흑인 노예들을 이주시키기 위한 해외 지역을 모색하였다. 이에 따라 미국 정부는 남아메리카에 위치한 네덜란드 식민지 수리남에 아프리카계 미국인을 이주시켜 식민지화하는 방안에 대해 네덜란드 정부와 협상을 시작하였다. 그러나 이 구상은 실현되지 않았고, 1864년 이후 폐기되었다.
미국과 네덜란드 군인들은 청나라에서 벌어진 의화단 운동 중 국제 공사관 구역 포위전에서 함께 전투에 참여하였다.

### 20세기
네덜란드는 19세기 후반과 20세기 초반에 철저한 중립 정책을 유지하며 모든 국가와 무역을 이어갔으나 동맹에는 참여하지 않았다. 외교적으로는 특히 네덜란드령 동인도 (현 인도네시아)를 중심으로 해외 제국을 확장하였다. 그러나 이러한 중립은 1940년 독일의 네덜란드 침공을 막지는 못했다. 네덜란드 망명정부는 미국과 동맹 관계를 유지했으며, 네덜란드 군대는 태평양과 유럽을 포함한 여러 전장에서 미군과 함께 전투에 임했다. 네덜란드 저항군은 빌헬미나 여왕의 지휘 하에 정보를 제공하고 미국의 유럽 해방 작전에 협력하였다.
1945년 연합군에 의해 해방된 후 평화 시기에 네덜란드는 중립 정책이 더 이상 매력적이지 않다고 판단하고, 미국을 주된 안보 파트너로 받아들였으며, 이에 따라 미국의 글로벌 정치 목표를 지지하였다. 네덜란드는 수년간 인도네시아라는 귀중한 식민지를 회복하려 노력했으나, 미국은 인도네시아 공화국의 반공 입장에 깊은 인상을 받고 네덜란드가 철수할 것을 강력히 요구하였다. 네덜란드는 이에 불만을 품었지만 철수하였고, 서유럽 및 대서양 횡단 관계에 관심을 돌렸다.

## 현대 관계
조지 W. 부시 전 미국 대통령은 양국을 "형제 국가"라고 표현했으며, 버락 오바마 전 대통령은 "우정이 결코 사라지지 않을 가장 가까운 친구"라고 말했다. 오바마 대통령은 또한 "네덜란드가 없었다면 오늘날 우리가 알고 있는 미국은 존재하지 않았을 것"이라고 언급했다.
양국 간의 양자 관계는 역사적, 문화적 유대뿐만 아니라 개인의 자유와 인권에 대한 공동의 헌신에 기반하고 있다. 네덜란드는 미국과 자유 무역에 전념하는 자유주의적 경제 관점을 공유한다. 네덜란드는 미국에서 세 번째로 큰 직접 외국인 투자자이며, 네덜란드-미국 무역 및 투자 관계는 약 62만 5천 개의 미국 일자리를 지원하고 있으며, 텍사스주, 캘리포니아주, 펜실베이니아주가 이러한 경제적 유대에서 가장 큰 혜택을 받고 있다. 미국은 네덜란드에서 세 번째로 큰 직접 외국인 투자자이다.
미국과 네덜란드는 종종 비슷한 입장을 취하며, 유엔과 NATO와 같은 기구에서 양자 및 다자 차원에서 협력하고 있다. 네덜란드는 세계무역기구, 경제협력개발기구(OECD), 그리고 유럽 연합 내에서도 미국과 함께 보다 개방적이고 시장 주도적인 세계 경제라는 공동의 미국 목표를 추진하기 위해 협력해 왔다.